# هيو نونانت
هيو نونانت  (توفي في 27 مارس 1198) كان أسقفًا من القرون الوسطى بكوفنتري في إنجلترا.
كان هيو ابن شقيق اثنين من أساقفة ليزيو، وشغل منصب رئيس الشمامسة في تلك الأبرشية قبل أن يخدم على التوالي توماس بيكيت، رئيس أساقفة كانتربري والملك هنري الثاني ملك إنجلترا.
أكسبته النجاحات الدبلوماسية الترشيح في كوفنتري، لكن البعثات الدبلوماسية بعد ترقيته أدت إلى تأخير طويل قبل تكريسه.
بعد وفاة الملك هنري، خدم نونانت ابن هنري، الملك ريتشارد الأول، الذي كافأه بمكتب شريف في ثلاث مقاطعات. استبدل نونانت فصل الكاتدرائية الرهبانية برجال الدين العلمانيين، وحاول إقناع رفاقه الأساقفة بفعل الشيء نفسه، لكنه لم ينجح.
عندما تم القبض على الملك ريتشارد واحتجازه مقابل فدية، دعم نونانت جهود الأمير جون للاستيلاء على السلطة في إنجلترا، لكنه اضطر إلى شراء خدمة ريتشارد عندما عاد الملك.

## حياته السابقة
كان نونانت ابن أخ عظيم لجون، أسقف ليزيو، الذي كان النائب الأول لنورماندي للملك هنري الأول ملك إنجلترا،  وكان أيضًا ابن أخ أرنولف ليزيو، أسقفًا آخر لليزيو.
كان لدى نونانت شقيق سيلفستر، الذي كان أمين صندوق ليزيو. كان هيو والكنسي في عمه أرنولف في الكاتدرائية الفصل  قبل العامل بوصفه رئيس شمامسة من أبرشية يزيو من 1167 حتى 1184.
خدم النونانت في منزل توماس بيكيت بينما كان بيكيت رئيس أساقفة كانتربري،  وذهب إلى المنفى مع بيكيت، على الرغم من أنه ترك خدمة بيكيت بينما كان الأسقف في المنفى.
أثناء وجوده في خدمة البيكيت، قد يكون هيو قد كتب رسالة مؤرخة عام 1165 منسوبة إلى بيكيت.
تم التوفيق بين نانت والملك هنري الثاني ملك إنجلترا عام 1170.
مع ريتشارد بري، تم تسمية نونانت في يناير 1184 كقاض بابوي - مندوب في قضية بين ديرين نورمان.
في عام 1184، أرسل الملك نونانت إلى كوريا البابوية لتقديم عريضة للبابا لوسيوس الثالث نيابة عن هنري الأسد، دوق ساكسونيا وصهر هنري الثاني.
ربما كان نجاح نونانت في هذه المهمة هو سبب ترقيته إلى الأسقفية عام 1185. 

## أسقف كوفنتري
تم انتخاب نونانت أسقفا في 1185، ربما في يناير، وكرس في 31 يناير 1188. يرجع التأخير الطويل بين انتخابه وتكريسه إلى الجهود الدبلوماسية المستمرة التي بذلها نونانت نيابة عن هنري الثاني.
في عام 1186، تم إرساله إلى روما لتأمين الإذن البابوي لتتويج الأمير جون كملك أيرلندا.
كان الأسقف المنتخب لفترة وجيزة في إنجلترا من ديسمبر 1186 حتى فبراير 1187، لكنه ذهب بعد ذلك مع الملك هنري إلى القارة ولم يعد إلى إنجلترا حتى يناير 1188.
ومع ذلك، عندما عاد هنري إلى فرنسا في يوليو 1188، رافق هيو الملك ولم يعد قبل فترة وجيزة من تتويج الملك ريتشارد الأول ملك إنجلترا.
اشترى هيو أيضًا مكاتب شريف وارويكشاير وليسترشاير وستافوردشاير. كان الاحتفاظ بهذه المناصب مخالفاً لقانون الكنسي، وربما كانت فترة ولاية الأسقف في هذه المكاتب هي سبب شجاره مع بالدوين فوردي. 
بعد تتويج ريتشارد، كان لدى نونانت نزاع مع الرهبان في فصل الكاتدرائية، مما أدى إلى استبدال النونانت الرهبان برجال الدين العلمانيين.
كان نونانت داهية وبليغة للغاية، لكنه كان أيضًا عنيفًا في محاولاته لإصلاح أو طرد رجال الدين الرهبان من كوفنتري.
في أكتوبر 1189 حاول إقناع رفاقه الأساقفة الذين لديهم فصول الكاتدرائية الرهبانية لطرد الرهبان واستبدالهم برجال الدين العلمانيين.
حاول أيضًا دفع جميع الأساقفة إلى مقاضاة قضية مشتركة في روما لطرد فصول الكاتدرائية الرهبانية، لكنه تخلى عن هذه الفكرة بعد أن رفض رئيس أساقفة كانتربري، بالدوين من إكستر المضي قدمًا.
ومع ذلك، حصل النونانت على عقوبة بابوية لاستبدال الرهبان في كوفنتري.
وبحلول عام 1197، أصدر البابا سلستين الثالث تعليمات إلى هوبير والتر، رئيس أساقفة كانتربري الجديدة، هيو لينكولن، أسقف لينكولن وسامسون من توتنغتون، الدير بوري سانت إدموندز، لإعادة الرهبان إلى الكاتدرائية.
بعد أن ذهب الملك ريتشارد إلى الأرض المقدسة في الحملة الصليبية الثالثة، دعم نونانت جهود الأمير جون، شقيق الملك ريتشارد، للاستيلاء على السلطة في إنجلترا.
انضم نونانت مع جون في محاولة لانتزاع السيطرة على قلاع تيكخيل ونوتنغهام من وليام ونغتشامب، الذي كان قد اختير جاستشر والمستشار أثناء غياب ريتشارد.
ربما كان نونانت هو المسؤول عن الاجتماع في جسر لودون في 5 أكتوبر 1191 الذي انتهى بإقالة لونجشامب من منصبه. 
دعم نونانت جون طوال الوقت الذي كان ريتشارد معه في الحملة الصليبية وفي الأسر، وحوكم مع جون بعد عودة ريتشارد إلى إنجلترا عام 1194.
تم استعادة نونانت لصالح الملكي في 1195 بعد دفع غرامة قدرها 5000 مارك.
وفقد الأسقف رئاسته الثالثة وتقاعد في نورماندي.

## الموت والإرث
توفي اللانانت في 27 مارس 1198.  قبل وفاته كان يلبس عادة راهب بنديكتين من قبل رهبان Bec Abbey  وتوفي في Bec.  على فراش الموت، اعترف بسجل طويل من الذنوب، مما منع أي كاهن من إبراء ذمته.
ووصف المؤرخ آل بولي هيو بأنه «سياسي ماهر ومبدئي ورث الهدايا الدبلوماسية لعمه». ذكر مؤرخ آخر، جون جيلينجهام، أن نونانت كان ملكًا «دعاة جون الرئيسيين، وفي وقت فراغه، أسقف كوفنتري». كان شقيق هيو روبرت بريتو، الذي قبض عليه الملك ريتشارد في عام 1194 وجاع حتى الموت لأن روبرت رفض في وقت سابق أن يكون رهينة لدفع فدية ريتشارد.
غالبًا ما يُذكر أن دساتير الكاتدرائية في ليتشفيلد كانت من عمل نونانت، ولكن تم دحض هذا.  أدخل المؤرخ روجر من هاودن رسالة يفترض أن نونانت في كتابه كرونيكا . تم حفظ هذه الرسالة أيضًا في مخطوطات أخرى، بما في ذلك قسم من مخطوطة موجودة الآن في مكتبة بودليان كمخطوطة إضافية. نُشرت هذه الرسالة الآن كجزء من سلسلة Episcopal Acta الإنجليزية في المجلد الخاص بأبرشية Lichfield و Coventry.